# تیمور گویچایف
تیمور انور اوغلو گویچایف (به ترکی آذربایجانی: Teymur Ənvər oğlu Göyçayev) (۱۹۵۸ - ) رهبر ارکستر اهل جمهوری آذربایجان است. او در سال ۲۰۰۰ لقب خادم هنر افتخاری جمهوری آذربایجان، در سال ۲۰۰۲ بورس ریاست جمهوری و در سال ۲۰۰۵ لقب هنرمند خلق جمهوری آذربایجان را کسب کرده‌است.